# Ойорредондо
Ойорредондо (ісп. Hoyorredondo) — муніципалітет в Іспанії, у складі автономної спільноти Кастилія-і-Леон, у провінції Авіла. Населення — 87 осіб (2010).
Муніципалітет розташований на відстані близько 140 км на захід від Мадрида, 65 км на захід від Авіли.
На території муніципалітету розташовані такі населені пункти: (дані про населення за 2010 рік)
- Ла-Аламеда: 1 особа
- Ла-Каррера: 13 осіб
- Лас-Касас-дель-Каміно: 5 осіб
- Лас-Касільяс: 6 осіб
- Ель-Кастільйо: 10 осіб
- Ойорредондо: 52 особи

## Демографія
Динаміка населення (INE ):